# أدري (تشاد)
أدري (بالفرنسية: Adré)‏ هي المدينة الرئيسية لمقاطعة أسونغا في إقليم واداي في تشاد. تقع بالقرب من الحدود الشرقية لتشاد مع السودان على بعد 400 متر. يخدم المدينة مطار أدري.